# David Zinman
David Zinman   (Nova York, 9 de juliol de 1936) és un director i violinista estatunidenc.
Després d'estudis de violí a l'Oberlin Conservatory (Ohio), Zinman va estudiar teoria i composició a la Universitat de Minnesota, obtenint el màster el 1963. Va començar a dirigir a Tanglewood i del 1958 al 1962 va treballar a Maine amb Pierre Monteux; va ser ajudant de Monteux del 1961 al 1964.

## Carrera als Països Baixos
Zinman va ocupar el càrrec de tweede dirigent (segon director) de l'Orquestra de Cambra dels Països Baixos del 1965 al 1977 i va ser director principal de l'Orquestra Filharmònica de Rotterdam del 1979 al 1982.

## Carrera als Estats Units
Zinman va exercir de director musical de l'Orquestra Filharmònica de Rochester del 1974 al 1985, durant els dos darrers anys del qual va ser també director principal convidat de l'Orquestra Simfònica de Baltimore. Es va convertir en director musical a Baltimore el 1985. Allà va fer diversos enregistraments per a Telarc i Argo i Sony, va fer una gira àmplia i va començar a iincrementar idees del moviment d'interpretació històricament informat en interpretacions de les simfonies de Beethoven. Quan va renunciar a aquest càrrec de Baltimore el 1998, Zinman va ser nomenat director d'orquestra llorejat. Però va renunciar a aquest títol tres anys després per protestar pel que considerava la programació cada vegada més conservadora de l'orquestra.
Festivals nord-americans
El 1998 Zinman va treballar com a director musical del Festival de Música Ojai al costat del pianista Mitsuko Uchida. Aquell mateix any va ser nomenat director musical de l'"Aspen Music Festival and School", on va fundar i dirigir l'Acadèmia Americana de Direcció fins a la seva sobtada renúncia a l'abril del 2010 i, on va tenir entre els seus alumnes a John Harding.

## Va romandre molt temps a Zuric, Suïssa
Zinman es va convertir en director musical de la Tonhalle-Orchester Zürich el 1995. La seva programació innovadora amb aquesta orquestra inclou una sèrie de concerts nocturns, "Tonhalle Late", que combinen música clàssica i ambientació de discoteques. Els seus enregistraments per a Arte Nova de les simfonies completes de Beethoven es basaven en la nova edició crítica de Jonathan Del Mar i van ser aclamats per la crítica. Posteriorment ha enregistrat obertures i concerts de Beethoven amb el Tonhalle. Va dirigir l'Orquestra Tonhalle en la seva primera aparició a The Proms el 2003. Va concloure la seva direcció musical de Tonhalle el 21 de juliol de 2014 amb un concert a The Proms.

## Pel·lícules
Zinman va dirigir la banda sonora de la pel·lícula de 1993 de la producció de New York City Ballet del trencanous de Txaikovski. El 2009 va dirigir la Tonhalle-Orchester Zürich al cinema 180°: If Your World Is Suddenly Upside-Down, compost per Diego Baldenweg amb Nora Baldenweg i Lionel Baldenweg; això va guanyar el premi Suisa a la "Millor partitura original" al Festival de Cinema de Locarno el 2010.

## Enregistrament més venut
L'enregistrament de Zinman de 1992 de la Simfonia núm. 3 de Henryk Górecki amb Dawn Upshaw i el London Sinfonietta va ser un èxit de vendes internacional.

## Premis
El 2006 va rebre el premi Theodore Thomas atorgat pel Gremi de Directors.

## Vida personal
Zinman i la seva segona esposa, Mary, violista australiana, viuen a Nova Jersey. Zinman té dos fills i una filla.